# 危宿增十一
危宿增十一（飛馬座17），又名BD+11 4696，HD 208565、SAO 107528、HR 8373，是飛馬座的一颗恒星，视星等为5.54，位于銀經69.96，銀緯-32.32，其B1900.0坐标为赤經21h 52m 3.7s，赤緯+11° -32.32′ 5″。